# Gilletianus proclivis
Gilletianus proclivis är en skalbaggsart som beskrevs av Vladimir Balthasar 1933. Gilletianus proclivis ingår i släktet Gilletianus och familjen Aphodiidae. Inga underarter finns listade i Catalogue of Life.